# Canon EOS R5
Die Canon EOS R5 ist eine spiegellose Systemkamera des japanischen Herstellers Canon. Sie kam im Juli 2020 auf den Markt. Zur Markteinführung kündigte der Hersteller einen Listenpreis von rund 4390 Euro für die Kamera an.
Die EOS R5 und die gleichzeitig vorgestellte Canon EOS R6 sind die ersten Canon-Systemkameras mit Bildstabilisierung in der Kamera selbst (IBIS). In Verbindung mit RF-Objektiven werden bis zu acht Blendenstufen längere Belichtungszeiten erreicht.

## Technische Merkmale
Neben dem neuen Digic-Prozessor, einem damals neuen Sensor und IBIS, war der 8K-Videomodus die wesentliche Erweiterung zum Vorgänger in der Klasse der spiegellosen Vollformatkameras EOS R.
An den Canon RF-Mount sind Canon EF- und EF-S-Objektive sowie Objektive weiterer Hersteller adaptierbar. Bei Verwendung von Objektiven ohne Bildstabilisator vermag der eigentliche 5-Achsen-Bildstabilisator rund 5 Blendenstufen längere Belichtungszeiten zu ermöglichen.
Großes mediales Echo fand die Erklärung von Canon, wenige Wochen nach der Vorstellung der Kamera, dass nach einer 20-minütigen 8K-Videoaufnahme die Kamera bei 23 °C Umgebungstemperatur etwa 10 Minuten abkühlen muss, bevor sie wieder aufnehmen kann. 4K-Aufnahmen mit bis zu 30 Bildern pro Sekunde sind nicht von dieser Einschränkung betroffen.
Das Kameragehäuse ist für einen robusten Einsatz ausgelegt und besteht aus Magnesium und Polycarbonat; das Gehäuse hat – nach Herstellerangaben – die gleichen Abdichtungseigenschaften wie die EOS 5D Mark IV. Der Verschluss ist für 500.000 Auslösungen getestet.